# محمد طارق عبد القادر الإفريقي
محمد طارق الأفريقي، عسكرى ليبي، يلقب بطارق الإفريقي أو النمر الأسود حامل لرتبة زعيم في الجيش العثماني سابقا. أول رئيس اركان حرب لجيش الملك عبد العزيز آل سعود برتبة لواء بحرب النكبة. كان ذا ثقافة واسعة وخبرات عسكرية ويتقن اللغة العربية والتركية والألمانية والفرنسية إلى جانب لغة (الهوسا) النيجيرية.

## نشأته
هو محمد بن عبد القادر الإفريقي، والحقت المدارس التركية التي دخلها اسم (طارق) به وغلبه عليه الاسم بسبب نظامها لاسم الطالب، ولقب بالإفريقي نسبة إلى سواد لونه وأصوله الافريقية القديمة، .ولد عام 1886م بمدينة طرابلس الغرب، لام نيجيرية واب ليبي، فهو من سكانها ومن قاطنيها حيث نزحت أسرته إليها من الجنوب الليبي (فزان)، وقد عنى بتربيته أحد المسؤولين العثمانيين الذين كانوا مع رجب باشا، ومن طفولته عُرف بالذكاء واللباقة والإدراك، وتخرج من المدارس العسكرية بطرابلس في أواخر العهد العثماني، وأكمل دراسته بتركيا. تخرج من المدرسة العسكرية التركية برتبة ملازم ثان، والتحق بدورة تدريبية بألمانيا وكان طارق من ضمن الضباط الأتراك المتواجدين بليبيا أيام الغزو الإيطالي لها.

## حياته الحربية

### الحرب العالمية الأولى
بعد خروج الدولة العثمانية بموجب معاهدة (أوشي) (لوزان) 1912 حيث سلمت ليبيا لإيطاليا، وأخرجت ضباطها وموظفيها وجنودها منها. خرج محمد طارق الإفريقي من ليبيا، والتحق بالقوات العثمانية في البلقان، كما اشترك في الحرب العالمية الأولى. ولما أراد العثمانيون دعم حرب طرابلس الغرب (ليبيا) ضد المحور في بداية الحرب العالمية الأولى أرسلت مجموعة من الضباط الأتراك والليبيين لمهاجمة الإنجليز في مصر، وكان طارق الإفريقي من المجموعة الذين وصلوا إلى الحدود الشرقية للشيخ أحمد الشريف لدفعه إلى محاربة الإنجليز في مصر. اشترك محمد طارق في الحرب التي لم تنجح، مع تقدم الليبيين إلى مشارف الإسكندرية، غير أن قلة الزاد وقلة العتاد تسببت بتقهقرهم إلى داخل ليبيا ووصل أحمد الشريف بمن معه إلى منطقة الجفرة ثم إلى بلدة سلطان التي ارتحل منها إلى تركيا. أما محمد طارق واصل المحاربة، والتحق بالشيخ سليمان الباروني في غرب ليبيا الذي عينه العثمانيون والياً على طرابلس الغرب حيث واصل معه محاربة إيطاليا ولكن ما أن فترت جذوة الحرب في الجهات الغربية حتى تسلل محمد طارق الإفريقي عبر الحدود التونسية التي كانت في ذلك الزمن تسيطر عليها فرنسا، فقبضت عليه القوات الفرنسية وأودعته السجن، وبعد فترة خرج من السجن.

### الاحتلال الفرنسي لسوريا
بعد خروجه من السجن رحل إلى تركيا ووصل محمد طارق إلى دمشق حيث التحم مع مجموعة من السوريين ضد الفرنسيين، واستعان به الداماد أحمد نامي الذي تولى الوزارة السورية تحت الحماية الفرنسية، وحكومة الداماد استعانت ببشير السعداوي كمستشار لها واستمر محمد طارق الإفريقي في دمشق مكوناً مع مجموعة الليبيين المهاجرين إلى بلاد الشام والذين هم جمعية الدفاع الطرابلسي ،البرقاوي، وكان عضوا في المؤتمر الإسلامي الأول الذي عقد بالقدس لدراسة القضايا الإسلامية والعربية وكان برفقته عن ليبيا بشير السعداوي.

### الاحتلال الإيطالي للحبشة
لما قررت إيطاليا استعمار إثيوبيا تطوع محمد طارق الإفريقي لقيادة الحرب ضد إيطاليا، وتسلل إلى إثيوبيا، وقاد أحد جيوشها ضد القوات الإيطالية. ولما انتصر الإيطاليون واحتلوا الحبشة تسلل طارق إلى السودان ومنه إلى مصر ثم إلى دمشق حيث تزوج هناك من زوجته الدمشقية.

### حرب فلسطين 1948
عندما اشتعلت حرب 1948 في فلسطين تطوع محمد طارق للمشاركة في فلسطين، وبعد وصول محمد طارق إلى فلسطين وتطوعه للمقاتلة بها طلب محمد أمين الحسيني المفتي الأكبر للديار الفلسطينية ورئيس الهيئة العربية أن يشترك في الحرب، وسافر إلى يافا وعمل كمستشار حربي لحسن سلامة، وبعد رؤية الهيئة العربية العليا حالة غزة العسكرية قررت تعيين محمد طارق قائداً لها، فسافر مع حسن سلامة من يافا إلى المجدل في 4 آذار 1948 ليستلم المنطقة ويأسيس جبهة فيها، ووصلوا مساءً في الساعة الثالثة بعد معركة مع المصفحات الإسرائيلية التي اعترضت طريقهم بين معسكر جولييس والمجدل، وكان معهم عز الدين المصري أمين سر قيادة جبهة يافا، قدم الشيخ سلامة محمد طارق إلى رئيس اللجنة القومية وأعضائها كقائد الجبهة وبعد الترحيب والخطب قرر تأسيس قيادة جبهة غزة، وسافر في اليوم الثاني إلى الشمال لتحديد حدود المنطقة وكيفية إدارة أعمالها المسلحة وتثبيت المسؤوليات وحدد شمالاً قرية (بيبني) وشرقاً قرية (مسمية وجنوباً (دير سنيد) وغرباً ساحل البحر. وبعد تحديد حدود المنطقة بادرت إلى تعيين القادة المساعدين وعين عزت حقي مساعداً للقيادة، وقائداً لموقع قصبة المجدل لضبط أمورها ومراقبة حركات جواسيس إسرائيل. ونصب (محمد التونسي قائداً لمنطقة اسدود في الشمال وهي منطقة تتحرك فيها قوافل اليهود لتموين مستعمراتهم. ومحمد التونسي كان ضابط صف في الجيش الفرنسي ضد ألمانيا النازية إلى أن اسره الألمان. والمعارك التي قادها محمد طارق:
- معركة الفالوجة الأولى 13 آذار 1948[13]
- معركة الفالوجة الثانية 14 آذار 1948[13]
- معركة بربره الأولى 14 آذار 1948[13]
- معركة المجدل 17 آذار 1948[13]
- معركة معسكر جوليس الأولى 22 آذار 1948[13]

وقد حاول محمد طارق الإفريقي أن يدعم جبهته بشراء السلاح والعتاد، فأرسل وفداً إلى مصر لشراء الأسلحة من اللجنة العربية في القاهرة ولم يحصل الوفد على اي رد بسبب انشغال اللجنة العربية في عقد الهدنة الأولى من حرب 1948، قرر محمد طارق شراء الأسلحة من تجار مصريين، وتم منع ارسال الأسلحة إلى جبهة فلسطين وقام طارق بالاتصال بالنقراشي باشا عن طريق شخصية مصرية، ورفض طلبه بسبب منع الحكومة المصرية ارسال الأسلحة الى فلسطين بدوعة انه الفلسطينيين يصدرون الأسلحة إلى اسرائيل، واذا حصل على ارادة ملكية سيستلم الأسلحة، وبعد فترة عقدت الهدنة الأولى واستأذن طارق الإفريقي من رئيس الهيئة العربية وسافر إلى دمشق بعد اقامته في القاهرة. وقبل انتهاء الهدنة بيومين سافر طارق الإفريقي إلى جبهة غزة عن طريق عمان والقدس وتم اقافه من قبل احمد حلمي باشا وتعيينه على احد مناطق القدس بدلا من غزة، وفي 22 تشرين الأول 1948 بعد معارك طويلة قدم محمد طارق الإفريقي استقالته، ولكن الحاكم الجديد لم يقبلها إلا في 1948/11/1، ولقد استقال قبل ذلك الحاكم العسكري للقدس أحمد حلمي باشا وخلفه على قيادة المنطقة الكولونيل عبد الله التل وأصبحت المنطقة تتبع الملك عبد الله بن الحسين وتحت إدارة جيش الأردن.

## تعيينه في الجيش السعودي
لم تطل استقالة محمد طارق الإفريقي إذ بعد فترة وجيزة تم استدعاؤه إلى المملكة العربية السعودية من قبل الملك عبد العزيز آل سعود، تم تعيين محمد طارق الإفريقي رئيساً لأركان الجيش السعودي في غرة رجب 1358 هـ، إلى أن أحيل على التقاعد فعاد إلى دمشق.

## وفاته
في عام 1958 أصيب محمد طارق الإفريقي بالشلل النصفي الذي أقعده بالفراش، توفي يوم الثلاثاء 27 جمادى الأولى 1383 الموافق 15 أكتوبر 1963 ودفن بمقبرة باب الصغير بدمشق، وترك من زوجته بنتين.

## مؤلفاته
- كتاب المبتدعات في الدين.
- كتاب الدولة السعودية في الجزيرة العربية.
- كتاب الحرب في الحبشة.
- كتاب الحرب في فلسطين.